# سوق الخميس (القطيف)
سوق الخميس هو سوق شعبي قديم يقام أسبوعيًا من طلوع الفجر حتى صلاة الظهر من كل يوم سبت على مدار العام، ويقع في غرب مدينة القطيف في محافظة القطيف بالمنطقة المركزية على شارع الملك فيصل، وهو من أحد أبرز وأقدم الأسواق والمعالم في المنطقة الشرقية. وفيه يجتمع عدد كبير من البائعين الوافدين من مختلف قرى محافظة القطيف وخارجها من أوقات الفجر ويقيمون فيه البسطات والمظلات لبيع منتجاتهم. ويتردد عليه أكثر من عشرة آلاف بائع ومشتري من مختلف سكان مدن ومحافظات المنطقة الشرقية كالدمام والظهران والخبر ورأس تنورة، وأيضاً من مواطني دول الخليج، وخصوصاً مواطني مملكة البحرين خاصة بعد افتتاح جسر الملك فهد، ويستهويه الكثيرين لتنوع المنتجات الذي يشهده ولأسعاره المقبولة. في مارس 2020م وفبراير 2021م تم إيقاف الأسواق المتنقلة مؤقتًا ومن ضمنها سوق الخميس للحد من تفشي جائحة فيروس كورونا.

## التسمية
استمد السوق اسمه من يوم الخميس الذي كان يقام فيه، ولكن بعد الأمر الملكي الذي صدر في عام 2013م بتغيير الإجازة الإسبوعية الرسمية من الخميس والجمعة إلى الجمعة والسبت، تغير موعد سوق الخميس ليصبح في فجر كل يوم سبت من كل أسبوع، ولا زال محتفظًا بإسمه إلى الآن.

## السوق
يمتاز السوق ببساطته وبأسعاره المناسبة، وفيه أصناف متعددة من البضائع والسلع المصنعة محليًا والمستوردة، وتكون المنتجات الزراعية والحرفية الأكثر شيوعًا في السوق، كمنتجات سعف النخيل (الخوص) التي تشمل الحصر والسلال والمراوح، وفي الجهة الغربية من السوق يقع قسم الحيوانات الأليفة والمواشي والطيور، وفي الجهة الجنوبية منه قسم بيع الأقمشة والأحذية. ويباع فيه أيضًا منتجات أخرى كالخواتم والمسابح والملابس والأواني الفخارية ومنتوجات النخيل والأشجار، والفواكه والخضروات والبهارات وسف الخوص والسمن البلدي والطيور إضافة إلى المنتجات الحديثة.

## معرض صور

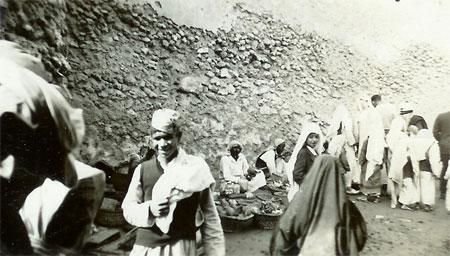
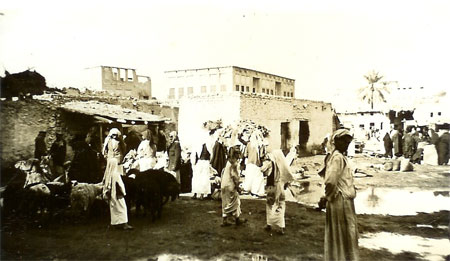
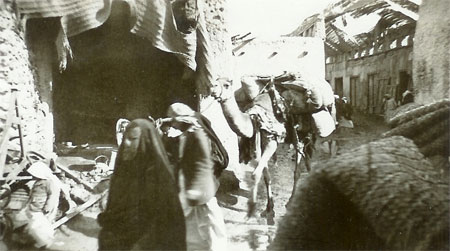
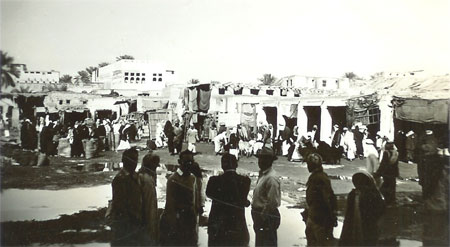
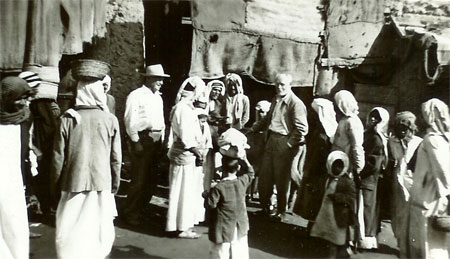
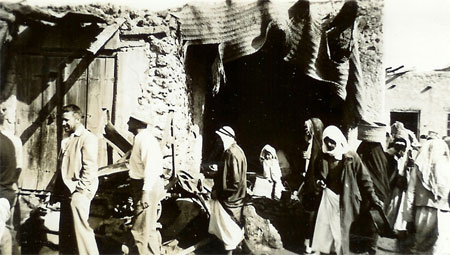
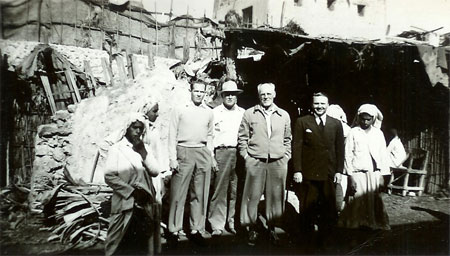
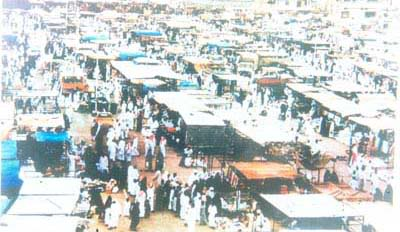
السوق كما يبدو في عام 1987م
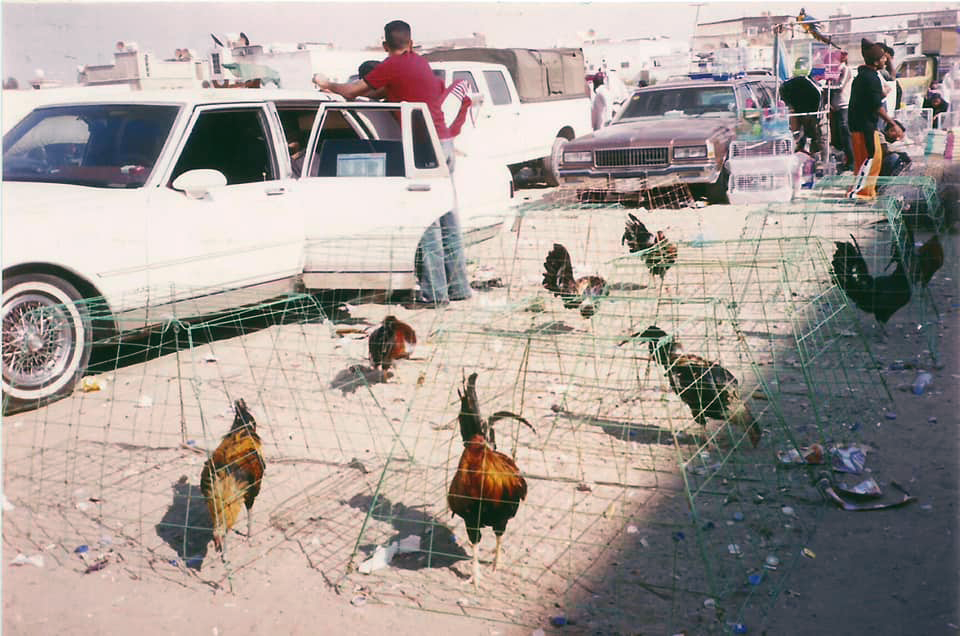
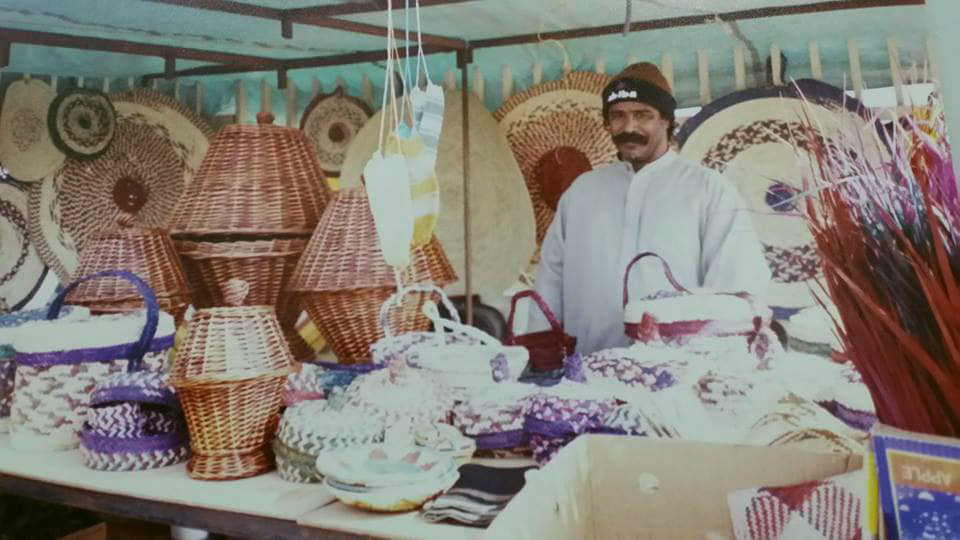
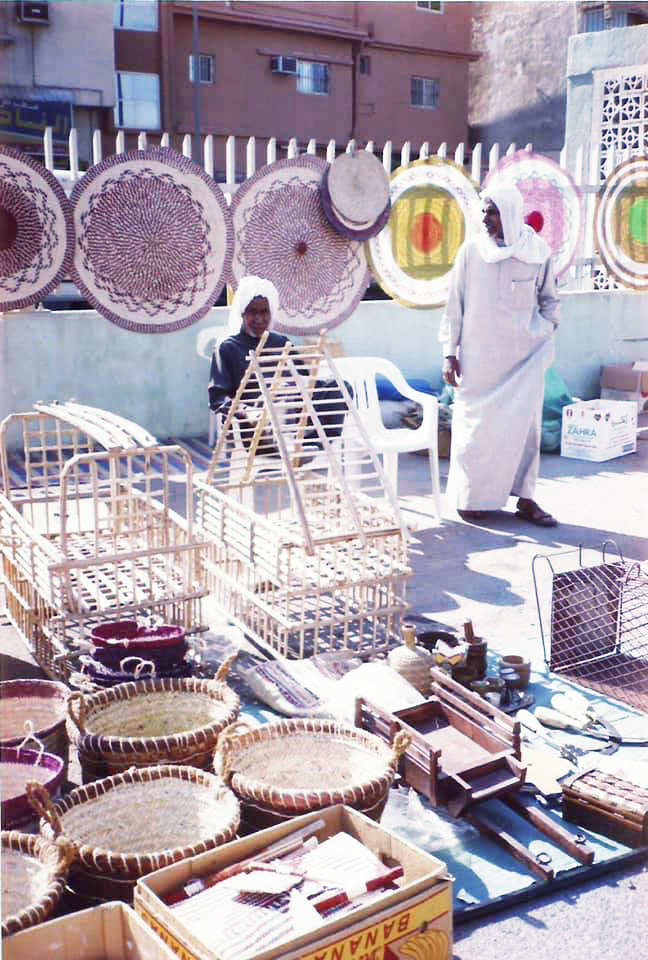
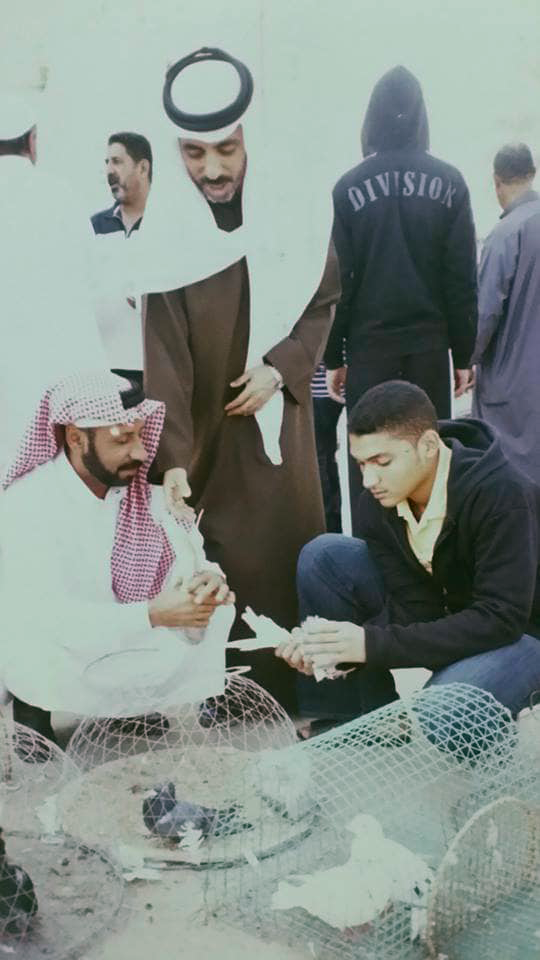